# کتابخانه دانشگاه سیدنی

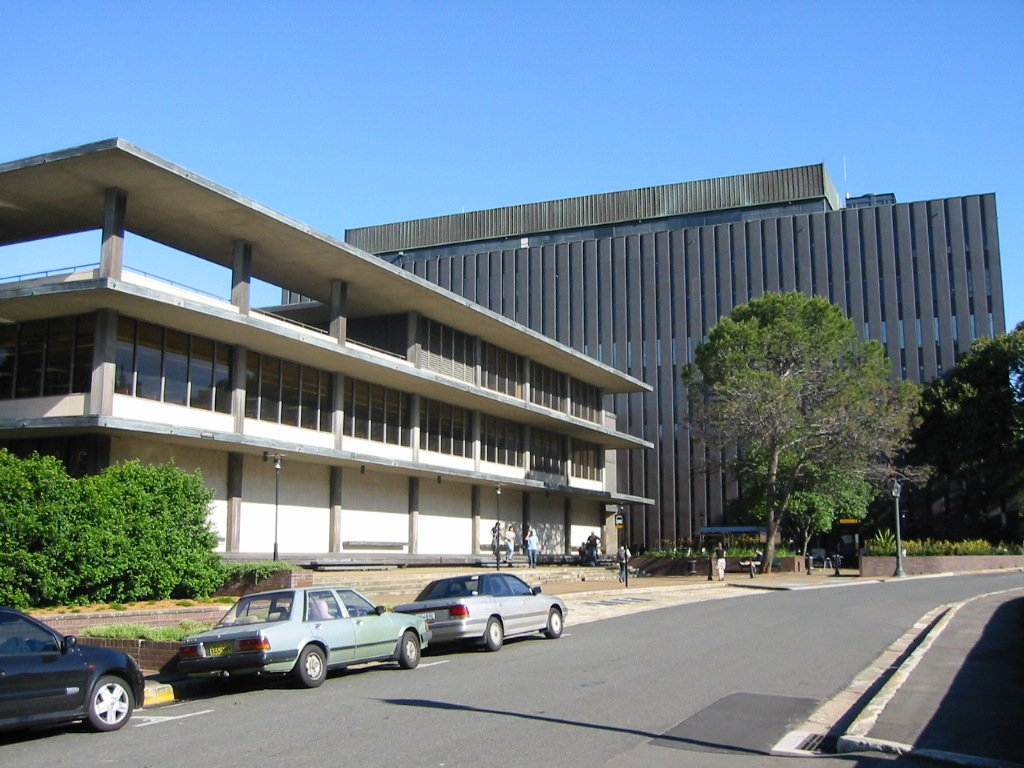
کتابخانه فیشر، بزرگ‌ترین کتابخانه از مجموعه کتابخانه‌های دانشگاه سیدنی

کتابخانه دانشگاه سیدنی (انگلیسی: University of Sydney Library) مجموعه کتابخانه دانشگاه سیدنی است. این مجموعه از هشت مکان در چند پردیس دانشگاه شکل گرفته است. بزرگ‌ترین کتابخانه این مجموعه، به یاد توماس فیشر یک فرد خیر قدیمی، کتابخانه فیشر نامگذاری شده است.
در این مجموعه کتابخانه، اقلام کمیاب زیادی همچون یکی از دو نسخه موجود انجیل برنابا و نسخه اولیه گزارمان اصول ریاضی فلسفه طبیعی اثر آیزاک نیوتن وجود دارد.